# 黃友棣
黃友棣（1912年1月12日—2010年7月4日），中華民國音樂家、作曲家，生於廣東省高要縣。最知名作品為寫於1941年中國抗日戰爭時期的《杜鵑花》。1998年當選國立中山大學87學年度傑出校友（民國23年廣州国立中山大學文學院教育系)。2007年獲輔仁大學頒發名譽藝術博士。黃友棣和另外兩位同時期並長期共事的藝術工作家——韋瀚章及林聲翕被稱為「歲寒三友」。

## 生平
黃友棣於1912年1月12日（農曆辛亥年11月24日）出生於廣東高要，11歲開始接觸音樂，23歲（1934）畢業於中山大學教育學系，在廣東生活並展開音樂教育生涯。
1949年移居香港，先後於德明中學、香港大同中學與珠海書院任教。1955年獲得英國皇家音樂院小提琴學位(L.R.S.M)，1957年赴義大利羅馬，於滿德藝術學院深造音樂達六年，獲得作曲文憑(M.C.M.A.R.)。
1963年回香港後，致力於音樂創作、音樂教育及推廣工作，為香港不少學校創作校歌，從小學、中學以至大專。1978年，中國廣播公司50週年紀念合唱曲〈中廣之歌〉，由黃瑩作詞、黃友棣作曲。
1987年黃友棣從珠海書院退休後遷居台灣高雄市，積極於社區音樂活動推廣，為高雄市各大小音樂團體進行指導。先後得到教育部文藝獎（1962）、中山文藝獎（1967）、海光獎章（1968）、中國文藝協會榮譽獎（1982）、國家文藝獎特別貢獻獎（1983）、國防部埔光金像獎、行政院文化獎（1994）等。
黃友棣與高雄縣鳥松鄉圓照寺的敬定法師與玄慧法師於1991年相識，熱心推行「以樂弘道」的工作，自此奠定佛教因綠，為圓照寺創作了超過百首的佛教合唱作品，在現代佛教音樂中有著重要的地位。2008年遷入圓照寺內長住及養病。
2009年，黃友棣陸續因肺積水、摔倒、呼吸衰竭多次進入高雄榮民總醫院治療。11月由單國璽為黃友棣付洗，聖名安博·額我略——因為黃友棣在羅馬時曾潛心鑽研聖安博的聖歌和聖額我略的彌撒曲。2010年7月4日，黃友棣離世；離世後獲頒中華民國總統褒揚令、高雄市市長褒揚狀、高雄縣縣長褒揚狀。
黃友棣一生創作的樂曲超過二千多首，為推廣音樂普及化運動，不收取任何音樂版權費用，亦退出香港作曲家及作詞家協會。 黃友棣一生奉行「大樂必易」的音樂哲學，在遺囑交代，全部音樂作品皆可供人自由印行、演唱、演奏、製片、錄音、錄影、用為背景音樂；皆可出售，全無限制。

### 婚姻
黃友棣曾經歷一段婚姻，1943年與劉鳳賢結婚。育有3名女兒，然而黃友棣對學術研究過於投入，冷落了妻女，夫妻關係並不融合；後來黃友棣於1949年和1957年先後赴香港及赴義大利進修，劉鳳賢和3名女兒在1956年移居美國生活，直至黃友棣學成回港後，最終於1965年離婚。兩人結婚超過20多年，共處的時間卻只有婚後最初的數年而已。

### 褒揚令
2010年7月13日，中華民國總統馬英九頒佈褒揚令，其原文為：
|                                | 音樂大師黃友棣，高華軒秀，堅毅澹泊。沖齡偃蹇困頓，淬礪奮發，卒業國立中山大學教育系；壯歲獲英國皇家音樂學院小提琴教師與義大利滿德藝術院作曲文憑，超群軼類，面壁功深。崢嶸歲月，潛心樂教，揭櫫「傳統音樂現代化、愛國歌曲藝術化」理念，爰以「杜鵑花」、「問鶯燕」、「歸不得故鄉」等佳品，體現抗戰民族意識，抒發流離思鄉情懷，迴腸盪氣，撫慰沾溉；餘響繞梁，天籟悠遠。嗣輾轉來臺卜居，編寫臺灣民謠組曲，創作宗教禮讚聖歌，鈞天廣樂，玄妙精微，無私留予後人傳唱。曾獲頒教育部文藝獎、國家文藝基金會特別貢獻獎、行政院文化獎、文建會資深文化人獎、高雄市文藝終身成就獎暨輔仁大學名譽藝術學博士學位等殊榮，銅柱樹績，懋勛脩廣。綜其生平，涵泳中華固有文化神髓，見證國家百年音樂史乘，雅韻簫韶，緒風遐舉；德言芳猷，千古輝耀。遽聞期頤歸真，曷勝軫悼，應予明令褒揚，用示政府崇禮賢哲之至意。 |
| ——總 統 馬英九，中華民國總統府 | |

## 音樂創作

### 文學歌曲
- 唐宋詩詞合唱曲（30首）
- 獨唱藝術歌曲選（60首）
- 合唱藝術歌曲選-A.合唱藝術歌曲（52首）B.聯篇藝術歌曲（12套）
- 合唱民族歌組曲選（20套）
- 鋼琴獨奏曲選（20首）
- 小提琴，長笛等獨奏曲選（23首）
- 兒童藝術歌曲選（112首）
- 少年合唱歌曲選（50首）
- 清唱劇，歌劇，舞劇選（15套）
- 中國藝術歌曲選粹合唱新編（30首）等。

### 宗教歌曲
- 《眾福之門》：以樂教孝的清唱劇序歌及十章，二部合唱曲
- 《圓照寺佛教聖歌集》共三輯，收錄超過一百多首佛歌
- 《性靈深處》20首佛教聖歌集
- 《人天福緣》十樂章，二部合唱組曲
- 《人天導師》合唱組曲九樂章
- 《恩重山丘》以樂教孝的閩南語合唱組曲十三樂章
- 《大地頌歌》七樂章，二部合唱

### 著名作品
- 《華山公立學校校歌》，1964年
- 《我要歸故鄉》，1933年
- 《杜鵑花》，1941年
- 《新竹中学第二校歌》，1946年
- 《香港珠海學院校歌》，1947年
- 《歸不得故鄉》、《木蘭辭》、《我家在廣州》、《石榴花頂上的石榴花》、《樂善堂校歌》，1949年
- 《阿里山之歌》，1952年
- 《香港大同中學校歌》，1953年
- 《桐淚滴中秋》，1954年
- 《當晚霞滿天》，1957年
- 《天主教輔仁大學校歌》（復校後），1961年
- 《金門頌》、《中華大合唱》、《琵琶行》，1962年
- 《遺忘》，1968年
- 《碧海夜遊》，1970年
- 兩首廣東小調組曲：《紅棉花開》、《嶺南春雨》，1971年
- 《詩畫港都》、《木棉花之歌》，1989年
- 《歌頌高雄》，1996年
- 閩南語合唱組曲《心酸酸組曲》、《滿山春色組曲》，2003年
- 《美国，我的新家乡》，2004年
- 《香港珠海學院六十周年校慶頌歌》，2007年
- 《孔教學院大成何郭佩珍中學校歌》，日期不詳

### 其他主要作品
- 《保良局屬校中文校歌、屬校英文校歌》
- 《先總統蔣公紀念歌》
- 《新亞書院校歌》
- 《新亞中學校歌》
- 《崇基學院學生會會歌》
- 《天主教輔仁大學校歌》
- 《中國文化大學校歌》
- 《逢甲大學校歌》
- 《國立臺灣海洋大學校歌》
- 《國立高雄應用科技大學校歌》
- 《高雄市立瑞祥高級中學校歌》
- 《九龍樂善堂屬下中學、小學及幼稚園聯合校歌》
- 《胡素貞博士紀念學校校歌》
- 《聖母無玷聖心學校校歌》
- 《順德聯誼總會屬校校歌》
- 《華德學校校歌》
- 《天主教柏德學校校歌》
- 《廖寶珊紀念書院校歌》
- 《基督書院校歌》
- 《海外客家本色》
- 《大費城竹中校友會會歌》
- 《湛江一中校歌》
- 《中正理工學院校歌》－國防大學
- 《新光中學校歌》
- 《孔教學院大成何郭佩珍中學校歌》
- 《鮮魚行學校校歌》

《中華基督教會扶輪中學校歌 （页面存档备份，存于）》
- 《興德學校校歌》
- 「西貢崇真學校」校歌
- 《光明學校、光明英來學校校歌》
- 《方樹福堂基金方樹泉小學學校校歌》

## 著作
- 「滄海叢書樂教文集」：【音樂人生】、【琴台碎語】、【樂林蓽露】、【樂谷鳴泉】、【樂韻飄香】、【樂圃長春】、【樂苑春回】、【樂風泱泱】、【樂境花開】、【樂浦珠還】、【樂海無涯】及【樂教流芳】等。
- 【中國風格和聲與作曲】及【中國音樂思想批判】等。

## 外部連結
- 黃友棣音樂數位博物館 （页面存档备份，存于）
- 音樂菩薩黃友棣 （页面存档备份，存于）
- 音樂大師黃友棣與台灣圓照寺（页面存档备份，存于）
- 向輔大校歌作者致敬 （页面存档备份，存于）
- 費城華埠建埠135周年/首屆北美黃友棣教授樂舞會 （页面存档备份，存于）
- 國立中山大學校友服務網-87學年度傑出校友-黃友棣[永久]
- 臺灣音樂家群像 黃友棣 （页面存档备份，存于）